# Prêmio Wolf de Agronomia
O Prêmio Wolf de Agronomia é concedido anualmente pela Fundação Wolf em Israel. É um dos seis Prêmios Wolf estabelecidos pela fundação e concedido desde 1978; os outros são em Artes, Física, Matemática, Medicina e Química. O prêmio é algumas vezes considerado equivalente a um "Prêmio Nobel de Agronomia", embora a mesma descrição seja também dada ao Prêmio Mundial de Alimentação.

## Laureados[3]
| Ano    | Nome                                                 | Nacionalidade                                  |
| ------ | ---------------------------------------------------- | ---------------------------------------------- |
| 1978   | George F. Sprague                                    | Estados Unidos                                 |
| 1978   | John Charles Walker                                  | Estados Unidos                                 |
| 1979   | Jay Laurence Lush                                    | Estados Unidos                                 |
| 1979   | Kenneth Blaxter                                      | Reino Unido                                    |
| 1980   | Karl Maramorosch                                     | Polónia / Estados Unidos                       |
| 1981   | John O. Almquist                                     | Estados Unidos                                 |
| 1981   | Henry A. Lardy                                       | Estados Unidos                                 |
| 1981   | Glenn W. Salisbury                                   | Estados Unidos                                 |
| 1982   | Wendell L. Roelofs                                   | Estados Unidos                                 |
| 1983/4 | Don Kirkham Cornelis T. de Wit                       | Estados Unidos · Países Baixos                 |
| 1984/5 | Robert H. Burris                                     | Estados Unidos                                 |
| 1986   | Ralph Riley Ernest R. Sears                          | Reino Unido · Estados Unidos                   |
| 1987   | Theodor Otto Diener                                  | Estados Unidos                                 |
| 1988   | Charles Thibault Christopher Polge                   | França; · Reino Unido                          |
| 1989   | Peter M. Biggs Michael Elliott                       | Reino Unido · Reino Unido                      |
| 1990   | Jozef Schell                                         | Bélgica                                        |
| 1991   | Shang Fa Yang                                        | Taiwan/ Estados Unidos                         |
| 1992   | Sem premiação                                        |                                                |
| 1993   | John Edward Casida                                   | Estados Unidos                                 |
| 1994/5 | Carl Barton Huffaker Perry L. Adkisson               | Estados Unidos · Estados Unidos                |
| 1995/6 | Morris Schnitzer Frank J. Stevenson                  | Canadá · Estados Unidos                        |
| 1996/7 | Neal L. First                                        | Estados Unidos                                 |
| 1998   | Ilan Chet Baldur Rosmund Stefansson                  | Israel · Canadá                                |
| 1999   | Sem premiação                                        |                                                |
| 2000   | Gurdev Khush                                         | Índia                                          |
| 2001   | Roger Neil Beachy James E. Womack                    | Estados Unidos · Estados Unidos                |
| 2002/3 | R. Michael Roberts Fuller W. Bazer                   | Reino Unido / Estados Unidos; · Estados Unidos |
| 2004   | Yuan Longping Steven Dale Tanksley                   | China · Estados Unidos                         |
| 2005   | Sem premiação                                        |                                                |
| 2006/7 | Ronald L. Phillips Michel A. J. Georges              | Estados Unidos · Bélgica                       |
| 2008   | John Anthony Pickett James H. Tumlinson W. Joe Lewis | Reino Unido · Estados Unidos · Estados Unidos  |
| 2009   | Sem premiação                                        |                                                |
| 2010   | David Baulcombe                                      | Reino Unido                                    |
| 2011   | Harris A. Lewin                                      | Estados Unidos                                 |
| 2011   | James R. Cook                                        | Estados Unidos                                 |
| 2012   | Sem premiação                                        |                                                |
| 2013   | Joachim Messing                                      | Estados Unidos                                 |
| 2013   | Jared Diamond                                        | Estados Unidos                                 |
| 2014   | Jorge Dubcovsky Leif Andersson                       | Estados Unidos · Suécia                        |
| 2015   | Linda Saif                                           | Estados Unidos                                 |
| 2016   | Trudy Mackay                                         | Estados Unidos                                 |
| 2017   | Sem premiação                                        |                                                |
| 2018   | Gene Ezia Robinson                                   | Estados Unidos                                 |
| 2019   | David Zilberman                                      | Estados Unidos                                 |
| 2020   | Caroline Dean                                        | Reino Unido                                    |
| 2021   | Sem premiação                                        |                                                |
| 2022   | Pamela Ronald                                        | Estados Unidos                                 |